# Électromagnétisme
L'électromagnétisme, aussi appelé interaction électromagnétique, est la branche de la physique qui étudie les interactions entre particules chargées électriquement, qu'elles soient au repos ou en mouvement, et plus généralement les effets de l'électricité, en utilisant la notion de champ électromagnétique. Il est d'ailleurs possible de définir l'électromagnétisme comme l'étude du champ électromagnétique et de son interaction avec les particules chargées. 
L'électromagnétisme est, avec la mécanique, une des grandes branches de la physique dont le domaine d'application est considérable. L'électromagnétisme permet de comprendre l'existence des ondes électromagnétiques, c'est-à-dire aussi bien les ondes radio que la lumière, ou encore les micro-ondes et le rayonnement gamma. Ainsi, dans son article de 1864, « A Dynamical Theory of the Electromagnetic Field », Maxwell écrit : « L'accord des résultats semble montrer que la lumière et le magnétisme sont deux phénomènes de même nature et que la lumière est une perturbation électromagnétique se propageant dans l'espace suivant les lois de l'électromagnétisme ».
De ce point de vue, l'optique tout entière peut être vue comme une application de l'électromagnétisme. L'interaction électromagnétique, force forte, est également une des quatre interactions fondamentales ; elle permet de comprendre (avec la mécanique quantique) l'existence, la cohésion et la stabilité des édifices chimiques tels que les atomes ou les molécules, des plus simples aux plus complexes.
Du point de vue de la physique fondamentale, le développement théorique de l'électromagnétisme classique est à la source de la théorie de la relativité restreinte au début du XXe siècle. La nécessité de concilier théorie électromagnétique et mécanique quantique a conduit à construire l'électrodynamique quantique, qui interprète l'interaction électromagnétique comme un échange de particules appelées photons. En physique des particules, l'interaction électromagnétique et l'« interaction faible » sont unifiées dans le cadre de la théorie électrofaible.

## Histoire
Pendant longtemps les phénomènes électriques et les phénomènes magnétiques ont été considérés comme indépendants. En 1600, William Gilbert explicite, dans son ouvrage De Magnete, la distinction entre corps électriques (il introduit ce terme) et magnétiques. Il assimile la Terre à un aimant, note les répulsions et attractions des aimants par leurs pôles et l'influence de la chaleur sur le magnétisme du fer. Il donne aussi les premières notions sur l'électricité, dont une liste des corps électrisables par frottement.
Les Grecs avaient seulement remarqué que des morceaux d'ambre frottés pouvaient attirer des corps légers, tels des copeaux ou de la poussière, et par ailleurs qu'il existait un minéral, la « pierre d'aimant » ou magnétite, capable d'attirer le fer et les métaux ferreux.
La découverte au XIXe siècle par Ørsted, Ampère et Faraday de l'existence d'effets magnétiques de l'électricité a conduit progressivement à envisager que les forces « électrique » et « magnétique » puissent être en fait unifiées, et Maxwell propose en 1860 une théorie générale de l'électromagnétisme classique, qui pose les fondements de la théorie moderne.
- La perturbation des boussoles sous l'action de la décharge de la foudre était un phénomène bien connu au XVIIIe siècle. Cela créait un lien entre électricité et magnétisme, mais difficile à interpréter et impossible à reproduire. Par ailleurs les lois de l'électricité et du magnétisme énoncées par Charles Coulomb distinguaient bien l'électricité d'un côté et le magnétisme de l'autre, même si ces lois se présentaient sous la même forme mathématique.
- En 1820, le Danois Hans Christian Ørsted fait une observation extraordinaire : un fil rectiligne parcouru par un courant continu dévie l'aiguille d'une boussole placée à proximité.
- En 1820, André-Marie Ampère met en évidence les interactions entre courants électriques et assimile tout aimant, y compris le globe terrestre, à un ensemble de courants[2].
- En 1831, Michael Faraday étudie le comportement d'un courant dans un champ magnétique, et s'aperçoit que celui-ci peut produire du travail. Ørsted avait découvert qu'un courant électrique produit un champ magnétique, Faraday découvre qu'un champ magnétique engendre un courant électrique. Il découvre ainsi le principe du moteur électrique, et donc la conversion du travail mécanique en énergie électrique, inventant ainsi la génératrice de courant. Dans un article de 1852 (« On the Physical Character of the Lines of Magnetic Force »), Faraday dévoile l'existence du champ magnétique en décrivant les « lignes de force » le long desquelles s'oriente la limaille de fer au voisinage de l'aimant.
- En 1864, James Maxwell unifie les théories antérieures, comme l'électrostatique, l'électrocinétique ou la magnétostatique. Cette théorie unifiée explique, entre autres, le comportement des charges et courants électriques, des aimants, ou encore des ondes électromagnétiques telles la lumière ou les ondes radio qui apparaissent en fait comme la propagation de perturbations électromagnétiques. L'électromagnétisme est né.

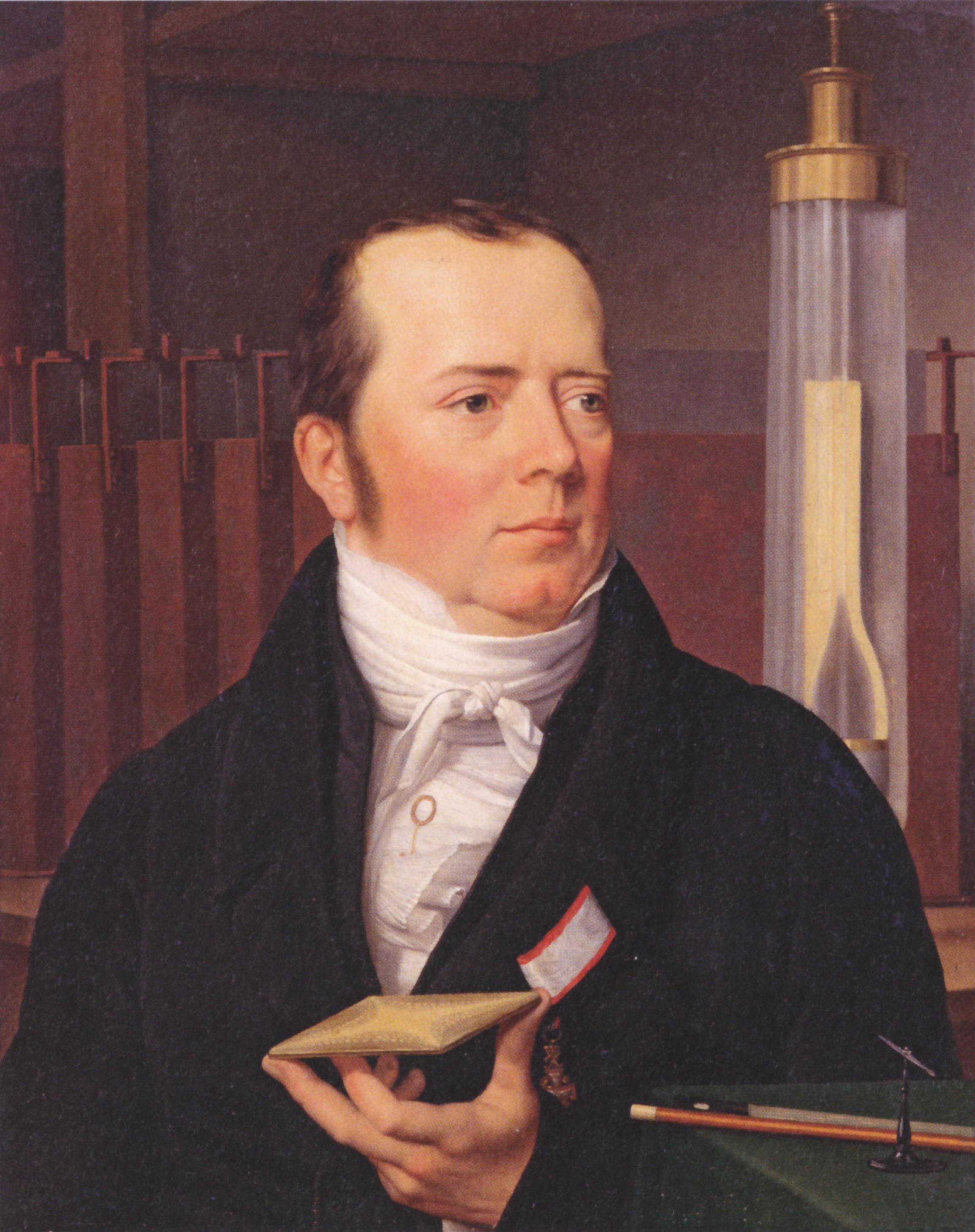
Hans Christian Ørsted
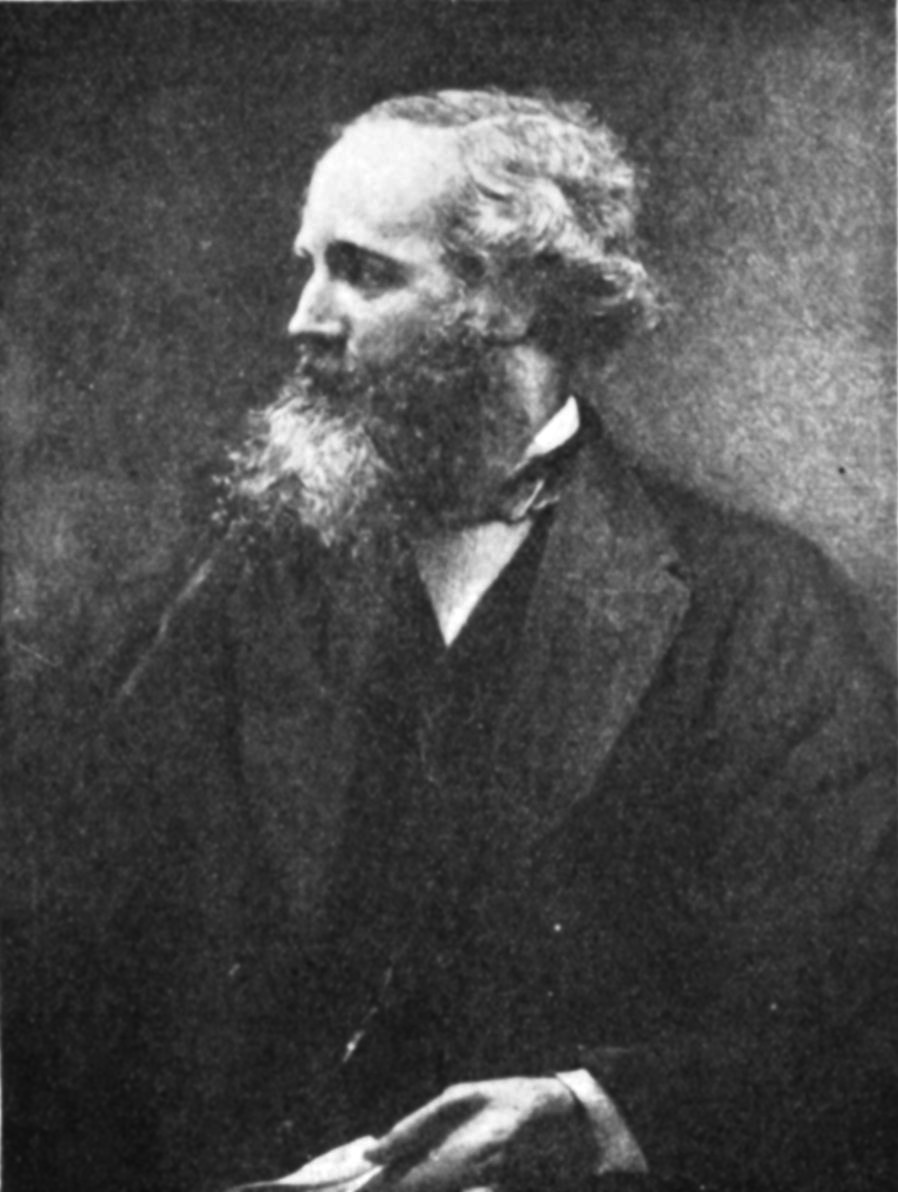
James Clerk Maxwell
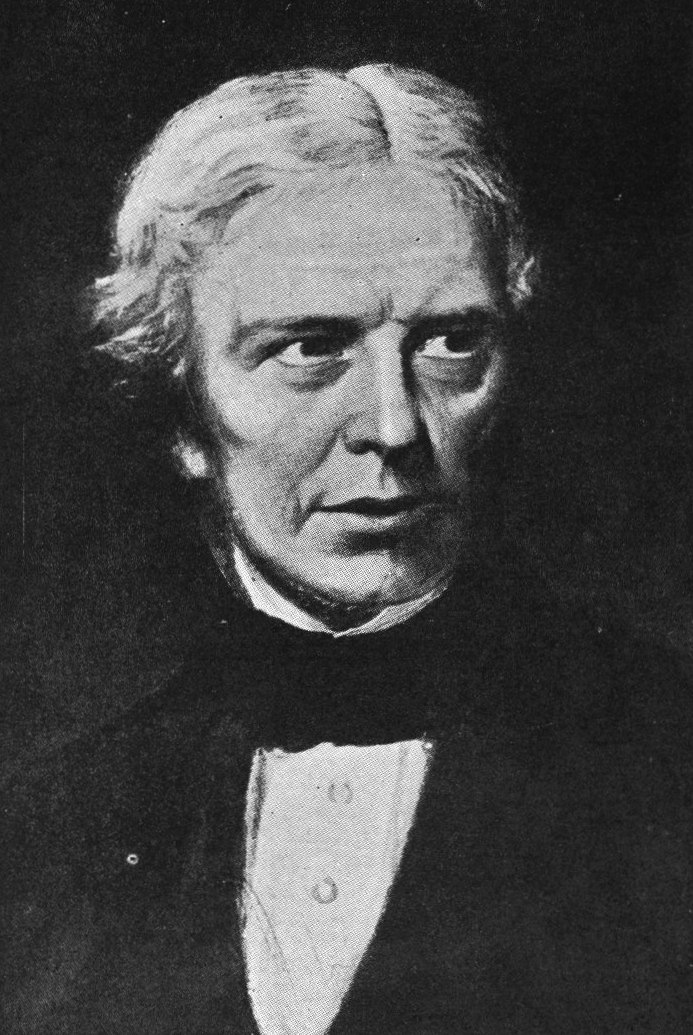
Michael Faraday

## Concepts
L'électromagnétisme dit classique correspond à la théorie « usuelle » de l'électromagnétisme, élaborée à partir du travail de Maxwell et Faraday. Il s'agit d'une théorie classique, car elle se fonde sur des champs continus, par opposition à la théorie quantique. En revanche, il ne s'agit pas d'une théorie non relativiste : en effet, bien que proposées antérieurement à la théorie de la relativité restreinte, les équations de Maxwell, qui sont à l'origine de la théorie classique, sont invariantes par transformations de Lorentz.
Le concept fondamental de la théorie est la notion de champ électromagnétique, entité qui englobe le champ électrique et le champ magnétique, qui se réduit dans certains cas particuliers :
1. Les charges sont immobiles : on est alors en électrostatique, avec des champs électriques statiques.
2. La densité de charge est nulle et les courants sont constants dans le temps : on est en magnétostatique, avec un champ magnétique statique.
3. Lorsque les courants sont relativement faibles, sont variables et se déplacent dans des conducteurs isolés, — des fils électriques —, les champs magnétiques produits sont très localisés, dans des éléments dits bobines d'auto-inductance, self, transformateurs ou générateurs, avec les densités de charge électrique non nulles dans des condensateurs ou batteries génératrices de courants : on est alors en électrocinétique ; on y distingue les courants faibles et les courants forts. Il n'y a pas de champ à l'extérieur du circuit (ou de façon résiduelle « un peu » selon la conception). On étudie des circuits électriques, et l'on y distingue les basses fréquences et les hautes fréquences. L'électronique a fait des progrès énormes à partir du développement des semi-conducteurs, qui sont maintenant utilisés pour faire des circuits intégrés de plus en plus miniaturisés, et comportant des puces électroniques ou microprocesseurs.
4. Les hautes fréquences, atteintes par les circuits résonnants électriques, ont permis, à l'aide d'antennes, de créer des ondes électromagnétiques, éliminant ainsi les fils de connexion. L'émission, la propagation et la réception de ces ondes, qui sont régies par les équations de Maxwell, constituent l'électromagnétisme.

L'interaction électromagnétique, présentée en termes fondamentaux de la physique théorique, s'appelle l'électrodynamique ; si on tient compte de l'aspect quantique, c'est l'électrodynamique quantique relativiste.
Ce formalisme est semblable à celui de la mécanique quantique : la résolution de l'équation de Schrödinger, ou de sa version relativiste (l'équation de Dirac), donne la probabilité de présence de l'électron, et la solution de l'équation de Maxwell, longtemps interprétée comme une onde, est à l'origine une équation de probabilité pour le photon, qui n'a ni charge ni masse, et qui ne se déplace qu'à la vitesse de la lumière dans le vide.

### Interactions fondamentales
L'interaction électromagnétique est l'une des quatre interactions fondamentales connues. Les autres interactions fondamentales sont :
- L'interaction nucléaire faible, qui se lie à toutes les particules connues dans le modèle standard, et provoque certaines formes de désintégration radioactive. Toutefois, en physique des particules, l'interaction électrofaible est la description unifiée de deux des quatre interactions fondamentales connues de la nature : l'électromagnétisme et l'interaction faible ;
- L'interaction nucléaire forte, qui lie les quarks pour former des nucléons, et lie les nucléons pour former des noyaux ;
- L'interaction gravitationnelle.

Si la force électromagnétique est impliquée dans toutes les formes de phénomènes chimiques, l'interaction électromagnétique est la chose responsable de pratiquement tous les phénomènes que l'on rencontre dans la vie quotidienne au-dessus de l'échelle nucléaire, à l'exception de la gravité. En résumé, toutes les forces impliquées dans les interactions entre atomes peuvent être expliquées par des forces électromagnétiques agissant entre les noyaux atomiques électriquement chargés et les électrons des atomes. La force électromagnétique explique également à partir de leur mouvement comment ces particules ont un mouvement. Cela inclut les forces ordinaires pour « pousser » ou « tirer » des objets matériels ordinaires; Elles résultent des forces intermoléculaires qui agissent entre les molécules individuelles de notre corps et celles des objets.
Une partie nécessaire pour la compréhension des forces intra-atomiques et intermoléculaires est la force effective générée des électrons, par l'élan du mouvement de ceux-ci, de telle sorte que lorsque les électrons se déplacent entre des atomes interagissant, ils exercent un mouvement avec eux. À mesure que la collection d'électrons devient plus confinée, leur impulsion minimum augmente nécessairement en raison du principe d'exclusion de Pauli. Le comportement de la matière à l'échelle moléculaire, y compris sa densité, est déterminé par l'équilibre entre la force électromagnétique et la force générée par l'échange d'impulsion porté par les électrons eux-mêmes.

### Champ électromagnétique et sources

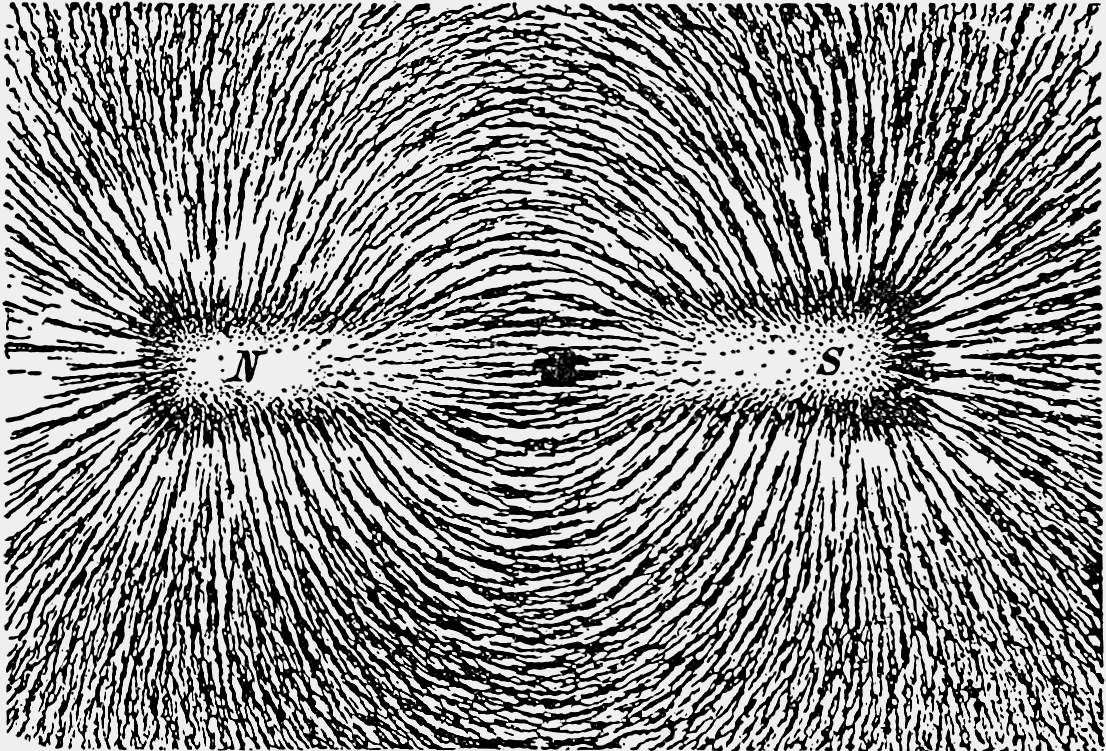
Visualisation du champ magnétique (statique) engendré par un aimant droit.

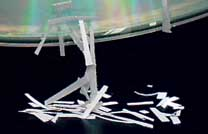
Illustration de l'effet d'un champ électrique (statique) : attraction de petits morceaux de papiers par la surface d'un CD électrisé par frottement.

La théorie relie deux catégories de champs et des champs couplés entre eux, dont les expressions relèvent du référentiel (galiléen) d'étude, chaque champ dépendant en général du temps :
- Le champ électromagnétique, constitué lui-même par la donnée de deux champs vectoriels, le champ électrique {\textstyle {\vec {E}}={\vec {E}}({\vec {r}},t)}, qui s'exprime en volts par mètre (V.m−1), et le champ magnétique {\textstyle {\vec {B}}={\vec {B}}({\vec {r}},t)}, qui s'exprime en teslas (T)[N 4]. Le concept de champ électromagnétique a été forgé au XIXe siècle pour décrire de manière unifiée les phénomènes électriques et magnétiques. Des phénomènes tels que l'induction montrent, en effet, que les champs électrique et magnétique sont liés entre eux, même en l'absence de sources :
  - Un champ magnétique {\textstyle {\vec {B}}} variable engendre un champ électrique ;
  - Un champ électrique {\textstyle {\vec {E}}} variable est source d'un champ magnétique.
Cet effet de couplage entre les deux champs n'existe pas en électrostatique et en magnétostatique, qui sont deux branches de l'électromagnétisme étudiant les effets respectivement des charges électriques fixes et des courants électriques permanents (voir plus bas).
- Les sources du champ électromagnétique, modélisé le plus souvent par un champ scalaire appelé densité volumique de charge {\textstyle \rho =\rho ({\vec {r}},t)}[N 5], et un champ vectoriel appelé densité volumique de courant[N 6] {\textstyle {\vec {\jmath }}={\vec {\jmath }}({\vec {r}},t)}. Cette notion de « source » ne signifie pas nécessairement qu'une présence est indispensable pour l'existence d'un champ électromagnétique : celui-ci peut en fait exister et se propager dans le vide.

Pour définir la distribution volumique de charge, il faut considérer un volume quelconque de l'espace {\textstyle \delta V} centré autour d'un point repéré par le vecteur position {\textstyle {\vec {r}}} à l'instant t, contenant la charge électrique {\textstyle \delta q}. La densité de charge est alors définie par {\displaystyle \rho =\lim _{\delta V\to 0}{\frac {\delta q}{\delta V}}}. Elle s'exprime en C.m−3. Avec cette définition, la charge électrique contenue dans un élément de volume infinitésimal dV de l'espace est {\textstyle \mathrm {d} q=\rho \cdot \mathrm {d} V}, et la charge contenue dans un volume (V) quelconque de l'espace à l'instant t est {\textstyle q(t)=\iiint _{(V)}\rho \,\mathrm {d} V}. En ce qui concerne la densité de courant, il convient de considérer un élément de surface orienté {\textstyle \mathrm {d} {\vec {S}}}, centré en {\textstyle {\vec {r}}}, si {\displaystyle {\vec {v}}} désigne la vitesse de déplacement des charges en ce point, alors {\textstyle \mathrm {d} q=\rho {\vec {v}}\cdot \mathrm {d} {\vec {S}}\,\mathrm {d} t} représente la charge électrique passant à travers l'élément de surface pendant une durée dt, par suite l'intensité correspondante à travers cet élément de surface est {\textstyle \mathrm {d} i={\frac {\mathrm {d} q}{\mathrm {d} t}}={\vec {\jmath }}\cdot \mathrm {d} {\vec {S}}}, où {\textstyle {\vec {\jmath }}({\vec {r}},t)=\rho \,{\vec {v}}} est la densité de courant. Cette grandeur s'exprime en A.m−2. Avec cette définition, l'intensité à travers une surface finie (S) quelconque s'écrit {\textstyle i_{S}(t)=\iint _{(S)}{\vec {\jmath }}\cdot \mathrm {d} {\vec {S}}}, c'est-à-dire correspond au flux du vecteur densité de courant à travers la surface (S).
Ces deux définitions négligent, bien sûr, tant la structure granulaire de la matière que la quantification de la charge électrique. En fait, il faut considérer que, lors du passage à la limite, le volume {\textstyle \delta V} ne tend pas vers zéro au sens mathématique du terme, mais demeure à une échelle intermédiaire entre l'échelle macroscopique et l'échelle microscopique. Plus précisément {\textstyle \delta V} demeure « suffisamment grand » pour contenir une charge électrique totale certes faible du point de vue macroscopique, mais très supérieure à la charge élémentaire e : les densités de charge et de courant sont qualifiées de grandeurs nivelées. En raison de la conservation de la charge électrique, les densités de charge et de courant sont liées par l'équation dite de continuité : {\textstyle {\frac {\partial \rho }{\partial t}}+\operatorname {div} {\vec {\jmath }}=0}. Cette équation doit être vue comme une condition à laquelle les équations de l’électromagnétisme reliant le champ électromagnétique aux sources doivent impérativement satisfaire.

### Cas particulier du régime statique
En régime statique, lorsque les distributions de charge et de courant sont indépendantes du temps, les champs électriques et magnétiques sont directement reliés, respectivement, aux densités de charge et de courant :
- Une distribution de charges fixes engendre un champ électrique statique, dit champ électrostatique, dont l'expression est directement liée à la géométrie de la distribution de charges ;
- Une distribution de courants permanents engendre un champ magnétique statique, appelé champ magnétostatique, dont l'expression est, là encore, directement liée à la géométrie de la distribution de courants.

Ce lien direct, en régime statique, entre les champs électrique et magnétique d'une part, et les distributions de charge et de courant d'autre part, fait que les champs statiques ne sont pas des variables dynamiques indépendantes. En revanche, en régime variable, le couplage entre les deux champs est la source d'une dynamique complexe (retard, propagation, ...), qui élève conceptuellement le champ électromagnétique au rang de véritable système physique, doté d'une énergie, d'une impulsion et d'un moment cinétique, ainsi que d'une dynamique propre.

### Équations de base
L'électromagnétisme se fonde sur une théorie de l'électrodynamique pour décrire le couplage entre le champ électromagnétique et le système mécanique que sont les charges électriques. L'électrodynamique classique utilise, par exemple, un faible nombre d'équations fondamentales :
- Les équations de Maxwell déterminent le champ électromagnétique, à partir des sources que sont les charges et les courants. Ces équations doivent idéalement être écrites sous une forme covariante, en utilisant le formalisme quadridimensionnel de la relativité restreinte, en termes de quadrivecteur densité de courant et du tenseur de champ électromagnétique. Dans ce cas elles se mettent sous la forme de deux équations quadridimensionnelles, l'une ne faisant pas intervenir les charges et les courants et décrivant ainsi la structure du champ électromagnétique, et l'autre décrivant le couplage entre champ électromagnétique et les charges et courants.
Dans le formalisme tridimensionnel utilisé le plus souvent, ces deux équations quadridimensionnelles se décomposent en deux paires d'équations, une de structure et une de couplage aux sources, ce qui donne les quatre équations de Maxwell « ordinaires » :
{\displaystyle {\begin{cases}\displaystyle {\vec {\operatorname {rot} }}{\vec {E}}+{\frac {\partial {\vec {B}}}{\partial t}}={\vec {0}}\quad \mathrm {({\acute {E}}quation} {\text{ de Maxwell-Faraday);}}\\\operatorname {div} {\vec {B}}=0\quad {\text{(Inexistence des charges magn}}\mathrm {\acute {e}} {\text{tiques, parfois appel}}\mathrm {\acute {e}} {\text{e }}\mathrm {\acute {e}} {\text{quation de Maxwell-Thomson);}}\\\displaystyle \operatorname {div} {\vec {E}}={\frac {\rho }{\varepsilon _{0}}}\quad \mathrm {({\acute {E}}} {\text{quation de Maxwell-Gauss);}}\\\displaystyle {\vec {\operatorname {rot} }}\left({\frac {\vec {B}}{\mu _{0}}}\right)={\vec {\jmath }}+\varepsilon _{0}{\frac {\partial {\vec {E}}}{\partial t}}\quad \mathrm {({\acute {E}}} {\text{quation de Maxwell-Amp}}\mathrm {\grave {e}} {\text{re).}}\end{cases}}}
Ces équations ont un caractère local, c'est-à-dire qu'elles lient les variations des champs {\displaystyle {\vec {E}}} et {\displaystyle {\vec {B}}} en un point et à un instant donnés à leurs dérivées partielles et/ou à celle des champs décrivant les sources. Il est possible de mettre ces équations sous forme intégrale, à l'interprétation physique plus aisée (voir plus bas).
- Le champ exerce quant à lui sur la matière une action mécanique, la force de Lorentz, qui est la description classique de l'interaction électromagnétique :
  - Pour une charge ponctuelle q, se déplaçant à la vitesse {\displaystyle {\vec {v}}} par rapport à un référentiel galiléen, la force de Lorentz s'écrit {\displaystyle {\vec {F}}=q\left({\vec {E}}+{\vec {v}}\wedge {\vec {B}}\right)}. Ainsi, la force de Lorentz est constituée de deux termes, un indépendant de la vitesse, {\displaystyle {\vec {F}}_{e}=q\,{\vec {E}}}, la force dite électrique, et l'autre qui est lié au déplacement de la charge dans le référentiel d'étude, la force dite magnétique {\displaystyle {\vec {F}}_{m}=q{\vec {v}}\wedge {\vec {B}}}. Cette dernière force est de travail nul puisque {\displaystyle {\vec {v}}\cdot {\vec {F}}_{m}=0} à tout instant.
  - Pour une distribution de charges et de courants, contenue dans un certain domaine de l'espace, la force de Lorentz élémentaire exercée sur le volume infinitésimal de l'espace {\displaystyle \mathrm {d} ^{3}V} contenant la charge {\displaystyle \mathrm {d} q=\rho ({\vec {r}},t)\,\mathrm {d} V} située au point {\displaystyle {\vec {r}}} à l'instant t s'écrit sous la forme {\displaystyle \mathrm {d} {\vec {F}}({\vec {r}},t)=\mathrm {d} q\left({\vec {E}}+{\vec {v}}\wedge {\vec {B}}\right)=\left(\rho {\vec {E}}+(\rho {\vec {v}})\wedge {\vec {B}}\right)\mathrm {d} V={\vec {f}}\,\mathrm {d} V}, avec {\displaystyle {\vec {f}}=\rho \,{\vec {E}}+{\vec {\jmath }}\wedge {\vec {B}}} densité volumique de force de Lorentz.

### Formes intégrales
Les équations de Maxwell peuvent être facilement mises sous forme d'intégrales :
- L'équation de Maxwell-Faraday peut être intégrée membre à membre sur une surface (S) quelconque (non fermée) s'appuyant sur un contour (C) orienté, tous deux supposés fixes et non déformables dans le référentiel d'étude, pour donner, en utilisant le théorème de Stokes :

{\displaystyle \oint _{(C)}{\vec {E}}\cdot \mathrm {d} {\vec {\ell }}=-{\frac {\mathrm {d} \Phi _{(S)}({\vec {B}})}{\mathrm {d} t}}},
c'est-à-dire qu'une variation du flux magnétique génère une circulation du champ électrique. Ceci permet d'expliquer les phénomènes d'induction électrique, qui sont à l'origine, notamment, de la production de la quasi-totalité de l'énergie électrique domestique.
- L'équation de Maxwell-Thomson traduit le caractère conservatif du flux magnétique : pour toute surface fermée (S), {\displaystyle \iint _{(S)}{\vec {B}}\cdot \mathrm {d} {\vec {S}}=0}. Cette propriété globale du champ magnétique est fondamentale, et permet en fait de définir de façon univoque le flux magnétique, qui intervient dans la loi de l'induction précédente[5]. Elle implique aussi l'inexistence de « charges magnétiques », par contraste avec la forme intégrale de l'équation de Maxwell-Gauss, ci-après.
- L'équation de Maxwell-Gauss, intégrée membre à membre sur un volume (V) délimité par une surface fermée (S) donne (en utilisant le théorème de Green-Ostrogradski[N 11]) le théorème de Gauss :

{\displaystyle \iint _{(S)}{\vec {E}}\cdot \mathrm {d} {\vec {S}}={\frac {Q_{int}}{\varepsilon _{0}}}}, où Qint est la charge intérieure contenue dans le volume délimité par la surface fermée (S).
Cette relation traduit le caractère non-conservatif du flux du champ électrique (sauf dans le vide de charge), par contraste avec le cas du champ magnétique, dont le flux est toujours conservatif.
- L'équation de Maxwell-Ampère peut être intégrée, comme celle de Maxwell-Faraday, sur une surface (S) quelconque (non fermée), fixe dans le référentiel d'étude, s'appuyant sur un contour (C) orienté, en utilisant le théorème de Stokes pour donner ce qui est parfois appelé le théorème d'Ampère « généralisé »[N 12] :

{\displaystyle \oint _{(C)}{\vec {B}}\cdot \mathrm {d} {\vec {\ell }}=\mu _{0}\left(I(S)+\varepsilon _{0}{\frac {\mathrm {d} \Phi _{(S)}({\vec {E}})}{\mathrm {d} t}}\right)},
I(S) étant l'intensité du courant à travers la surface (S). Ainsi, c'est à la fois la variation du flux du champ électrique et le passage du courant électrique (i.e. le déplacement des charges) à travers (S) qui génère une circulation du champ magnétique.

## Propriétés
La notion de champ électromagnétique est centrale en électromagnétisme, qui peut aussi se définir comme l'étude de ce champ et de son interaction avec les charges et courants électriques (qui sont des déplacements de charges). Ce champ a une structure bien définie, qui résulte des propriétés des équations locales de Maxwell, et possède la propriété de pouvoir se propager dans l'espace, sous forme d'ondes électromagnétiques, ce qui est à l'origine d'un très grand nombre d'applications de l'électromagnétisme, (radio, téléphonie mobile, réseaux sans fils, etc.).

### Potentiels scalaire et vecteur
Les deux premières équations de Maxwell, dites de structure, imposent de strictes conditions sur les champs électriques et magnétiques.
- Pour le champ magnétique, l'équation de Maxwell-Thomson {\displaystyle \operatorname {div} {\vec {B}}=0} implique que {\displaystyle {\vec {B}}} dérive d'un potentiel vecteur {\displaystyle {\vec {A}}={\vec {A}}({\vec {r}},t)}, tel que {\displaystyle {\vec {B}}={\vec {\operatorname {rot} }}{\vec {A}}}. Ce potentiel vecteur s'exprime en tesla-mètre (T.m).
- Pour ce qui concerne le champ électrique, l'équation de Maxwell-Faraday implique que, comme {\displaystyle {\vec {B}}={\vec {\operatorname {rot} }}\,{\vec {A}}}, alors {\textstyle {\vec {\operatorname {rot} }}\left({\vec {E}}+{\frac {\partial {\vec {A}}}{\partial t}}\right)={\vec {0}}}, ce qui implique que la quantité {\textstyle {\vec {E}}+{\frac {\partial {\vec {A}}}{\partial t}}} dérive d'un potentiel scalaire {\displaystyle V=V({\vec {r}},t)}, par suite {\textstyle {\vec {E}}=-{\vec {\operatorname {grad} }}\,V-{\frac {\partial {\vec {A}}}{\partial t}}}. Ce potentiel s'exprime en volts (V).

### Invariance de jauge classique
Au champ électromagnétique {\displaystyle ({\vec {E}},{\vec {B}})} il est possible d'associer les potentiels électromagnétiques {\displaystyle (V,{\vec {A}})}.
Toutefois, cette correspondance n'est pas univoque : en effet, plusieurs choix sont possibles pour les potentiels scalaire et vecteur correspondant à un même champ électromagnétique, qui seul a une réalité physique. En effet, il est facile de vérifier que la transformation suivante sur les potentiels, appelée transformation de jauge : {\displaystyle {\begin{cases}\displaystyle V'=V-{\frac {\partial \phi }{\partial t}}\\{\vec {A'}}={\vec {A}}+{\vec {\operatorname {grad} }}\,\phi \\\end{cases}}}
où {\displaystyle \phi =\phi ({\vec {r}},t)} étant un champ scalaire quelconque, appelé fonction de jauge, laisse invariant le champ électromagnétique {\displaystyle ({\vec {E}},{\vec {B}})}, puisque {\displaystyle {\vec {\operatorname {rot} }}\left({\vec {\operatorname {grad} }}\,\phi \right)=0} pour tout champ scalaire {\displaystyle \phi }.
Cette invariance de jauge du champ électromagnétique requiert, notamment, de fixer une condition supplémentaire sur les potentiels, dite condition de jauge, pour en diminuer l'indétermination. Les jauges les plus fréquentes sont celles de Coulomb, où la condition {\displaystyle \operatorname {div} {\vec {A}}=0} est imposée, et celle de Lorenz (de type relativiste), qui impose {\displaystyle {\frac {1}{c^{2}}}{\frac {\partial V}{\partial t}}+\operatorname {div} {\vec {A}}=0}.
À un niveau plus fondamental, l'invariance de jauge est directement liée à la loi de conservation de la charge électrique (conséquence du théorème de Noether, qui associe à toute symétrie locale une loi de conservation). Dans la théorie quantique de l'électromagnétisme, l'invariance de jauge est liée à la nullité de la masse du photon, qui elle-même est liée à la portée infinie de l'interaction électromagnétique.

### Ondes électromagnétiques
Le champ électromagnétique possède la propriété, très importante sur le plan pratique, de pouvoir se propager dans le vide, c'est-à-dire en l'absence de toute charge ou courant électrique, sous la forme d'ondes électromagnétiques. Dans le vide, les équations de Maxwell s'écrivent en effet :
{\displaystyle {\begin{cases}\displaystyle {\vec {\operatorname {rot} }}\,{\vec {E}}+{\frac {\partial {\vec {B}}}{\partial t}}={\vec {0}}\\\operatorname {div} {\vec {B}}=0\\\operatorname {div} {\vec {E}}=0\\\displaystyle {\vec {\operatorname {rot} }}\left({\frac {\vec {B}}{\mu _{0}}}\right)=\varepsilon _{0}{\frac {\partial {\vec {E}}}{\partial t}}\end{cases}}}.

Représentation d'une onde électromagnétique plane monochromatique.

En prenant le rotationnel membre à membre de la première et de la dernière de ces équations, et en utilisant les identités classiques d'analyse vectorielle, ainsi que les deux autres équations, il est possible de montrer que le champ électrique {\displaystyle {\vec {E}}} et le champ magnétique {\displaystyle {\vec {B}}} vérifient les équations d'ondes :
{\displaystyle {\frac {1}{c^{2}}}{\frac {\partial ^{2}{\vec {E}}}{\partial t^{2}}}-\Delta {\vec {E}}={\vec {0}}}, et {\displaystyle {\frac {1}{c^{2}}}{\frac {\partial ^{2}{\vec {B}}}{\partial t^{2}}}-\Delta {\vec {B}}={\vec {0}}},
avec {\displaystyle \varepsilon _{0}\,\mu _{0}={\frac {1}{c^{2}}}}, c étant la célérité de la lumière dans le vide.
Une telle équation décrit une propagation des champs {\displaystyle {\vec {E}}} et {\displaystyle {\vec {B}}} dans le vide à cette vitesse, qui est donc non seulement indépendante de la fréquence de ces ondes, mais également du référentiel d'étude.
Cette dernière propriété est en violation flagrante avec la loi de composition des vitesses de la mécanique newtonienne. L'indépendance de la vitesse de propagation de la lumière dans le vide avec le référentiel d'étude, prédite par la théorie de Maxwell, a été notamment montrée expérimentalement par l'expérience de Michelson et Morley, qui en 1887 montra que la vitesse de la lumière ne dépend pas de sa direction de propagation, et donc du mouvement de la Terre autour du Soleil. Cette contradiction entre électromagnétisme et mécanique newtonienne fut un des facteurs principaux dans la genèse de la théorie de la relativité restreinte.
Il est également possible de montrer qu'en imposant aux potentiels la condition de jauge dite de Lorenz, soit {\displaystyle \operatorname {div} {\vec {A}}+{\frac {1}{c^{2}}}{\frac {\partial V}{\partial t}}=0}, ceux-ci obéissent à des équations d'onde (vectorielle pour {\displaystyle {\vec {A}}}, scalaire pour V) de formes identiques à celles du champ électromagnétique.

### Électromagnétisme en formalisme relativiste
L'électromagnétisme est une théorie relativiste : il est possible de montrer que les équations de Maxwell sont invariantes par la transformation de Lorentz. C'est au demeurant la réflexion sur les difficultés à concilier les résultats de l'électromagnétisme, qui prévoit une vitesse des ondes électromagnétiques dans le vide indépendante du référentiel d'étude, avec ceux de la mécanique classique, qui a conduit à la formulation de la théorie de la relativité restreinte.
De fait il est possible d'utiliser le formalisme relativiste des quadrivecteurs pour réécrire les équations de Maxwell :
- Les deux potentiels scalaire et vecteur sont réunis dans un quadrivecteur potentiel {\displaystyle A^{\mu }=\left({\frac {V}{c}},{\vec {A}}\right)}. La transformation de jauge est alors donnée par {\displaystyle A'^{\mu }=A^{\mu }-\partial ^{\mu }\phi } et la condition de jauge de Lorenz s'écrit alors {\displaystyle \partial _{\mu }A^{\mu }=0} (nullité de la quadri-divergence du quadripotentiel)[N 14].
- Le champ électromagnétique est obtenu sous forme tensorielle, étant défini comme le tenseur antisymétrique de composantes {\displaystyle F^{\mu \nu }=\partial ^{\mu }A^{\nu }-\partial ^{\nu }A^{\mu }}, appelé tenseur électromagnétique[7]. Il est possible de vérifier que {\displaystyle F^{01}=-F^{10}=-E_{x}/c} (etc. pour Ey,z et F02,03), et {\displaystyle F^{12}=-B_{z}}, (etc. pour F13,23 et By, -Bx).
- Les sources du champ électromagnétisme sont représentées par le quadrivecteur densité de courant {\displaystyle j^{\mu }=(\rho c,{\vec {\jmath }})}. L'équation de continuité qui traduit la loi de conservation de la charge s'écrit alors {\displaystyle \partial _{\mu }j^{\mu }=0} (nullité de la divergence du quadrivecteur).

Les quatre équations de Maxwell peuvent être alors mises sous la forme de deux équations covariantes, une correspondant à la paire d'équations de structure, et la seconde à celle du couplage champ - sources :
{\displaystyle \partial _{i}F^{jk}+\partial _{j}F^{ki}+\partial _{k}F^{ij}=0},
et
{\displaystyle \partial _{i}F^{ik}=\mu _{0}j^{k}},
les indices i, j, et k variant de 0 à 3, la sommation sur les indices répétés (convention d'Einstein) étant sous-entendue. L'invariance des équations de Maxwell par transformation de Lorentz résulte alors de l'invariance générale des quadrivecteurs (et « quadritenseurs ») dans une telle transformation, qui correspond à une rotation dans l'espace quadridimensionnel.
En jauge de Lorenz, la deuxième équation peut s'exprimer sous la forme {\displaystyle \partial _{i}\partial ^{i}A^{k}=-\mu _{0}j^{k}}, où {\displaystyle \partial _{i}\partial ^{i}={\frac {1}{c^{2}}}{\frac {\partial ^{2}}{\partial t^{2}}}-\nabla ^{2}=\Box }, appelé opérateur d'alembertien, d'où l'équation {\displaystyle \Box A^{k}=-\mu _{0}j^{k}}.

## Domaines
L'électromagnétisme englobe l'électricité, regroupant les phénomènes électriques et magnétiques suivants :
- L'électrostatique : les systèmes de charges électriques à l'équilibre ;
- La magnétostatique : les phénomènes créés par un courant électrique stationnaire ;
- L'induction magnétique : les phénomènes magnétiques créés par un courant électrique variable ;
- L'électrodynamique : les interactions dynamiques entre courants électriques ;
- L'électrodynamique quantique : branche de la physique quantique relativiste, qui permet de concilier électromagnétisme et mécanique quantique;
  - L'électronique : l'utilisation de phénomènes quantiques pour le contrôle de courants et de tensions;
  - L'électrocinétique ou l'électrotechnique : l'utilisation de tensions, de courants moyens à élevés pour des applications domestiques et industrielles (chauffage, transformateurs, moteurs électriques, électrolyse, électroménager, distribution, automatisation...) ;
- La radioélectricité : les transmissions par ondes électromagnétiques.
- La prospection de matières minérales et énergétiques : l'électrographie de fond de mer.